# Hitomi (satélite)

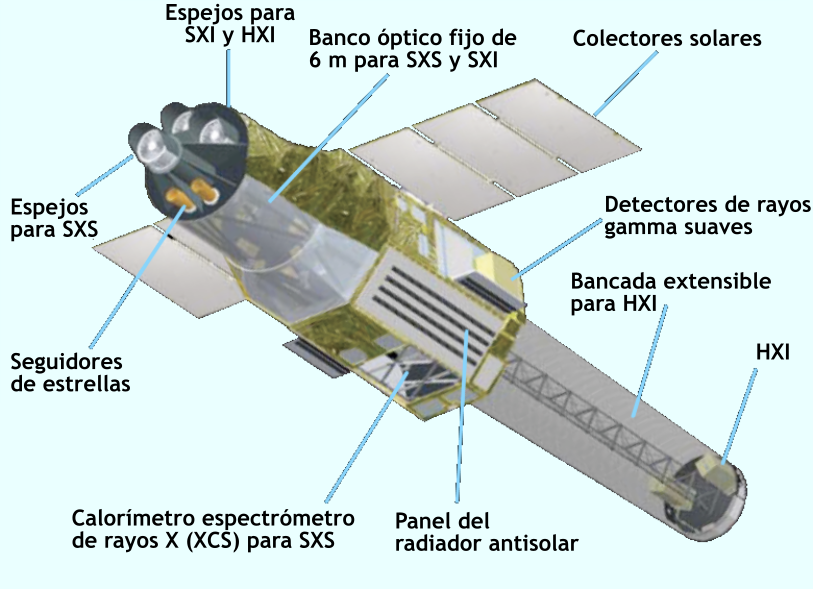
Representación artística de

 (ひとみ Hitomi?) , también conocido como ASTRO-H y Nuevo Telescopio de Rayos X ( NeXT ), fue un satélite de astronomía de rayos X encargado por la Agencia de Exploración Aeroespacial de Japón (JAXA) para estudiar procesos extremadamente energéticos en el Universo.  El observatorio espacial fue diseñado para ampliar la investigación realizada por el Satélite Avanzado para Cosmología y Astrofísica (ASCA) investigando la banda de rayos X dura por encima de 10 keV. El satélite fue llamado originalmente Nuevo Telescopio de Rayos X;  en el momento del lanzamiento se llamaba ASTRO-H.  Después de que se colocara en órbita y se desplegaran sus paneles solares, pasó a llamarse Hitomi. El nuevo nombre se refiere a la pupila de un ojo, y a la leyenda de una pintura de cuatro dragones, dos de los cuales recibieron ojos y volaron hacia el cielo, y dos quedaron sin ojos y se quedaron como arte inmóvil. La nave espacial se lanzó el 17 de febrero de 2016 y el contacto se perdió el 26 de marzo de 2016, debido a múltiples incidentes con el sistema de control de actitud que condujo a una tasa de giro no controlada y la desintegración de elementos estructuralmente débiles.

## Los objetivos
Los objetivos de Hitomi eran explorar la estructura a gran escala y la evolución del Universo, así como la distribución de la materia oscura dentro de los grupos de galaxias y cómo evolucionan los grupos de galaxias a lo largo del tiempo;  cómo se comporta la materia en fuertes campos gravitacionales  (cómo la materia entra en espiral en los agujeros negros), para explorar las condiciones físicas en regiones donde los rayos cósmicos se aceleran, así como observar supernovas. Para lograr esto, fue diseñado para ser capaz de:
1. Tomar Imágenes y mediciones espectroscópicas con un telescopio de rayos X duro;
2. Hacer observaciones espectroscópicas con una resolución de energía extremadamente alta utilizando el microcalorímetro;
3. Realizar observaciones de banda ancha sensibles en el rango de energía 0,3-600 keV.[7]

Fue el sexto de una serie de satélites de rayos X JAXA,  que comenzó en 1979,  y fue diseñado para observar fuentes que son un orden de magnitud más débil que su predecesor, Suzaku. Su misión prevista era de tres años. En el momento del lanzamiento, otros dos grandes satélites de rayos X estaban realizando observaciones en órbita: el Observatorio de rayos X Chandra y XMM-Newton, ambos lanzados en 1999.

## Instrumentos

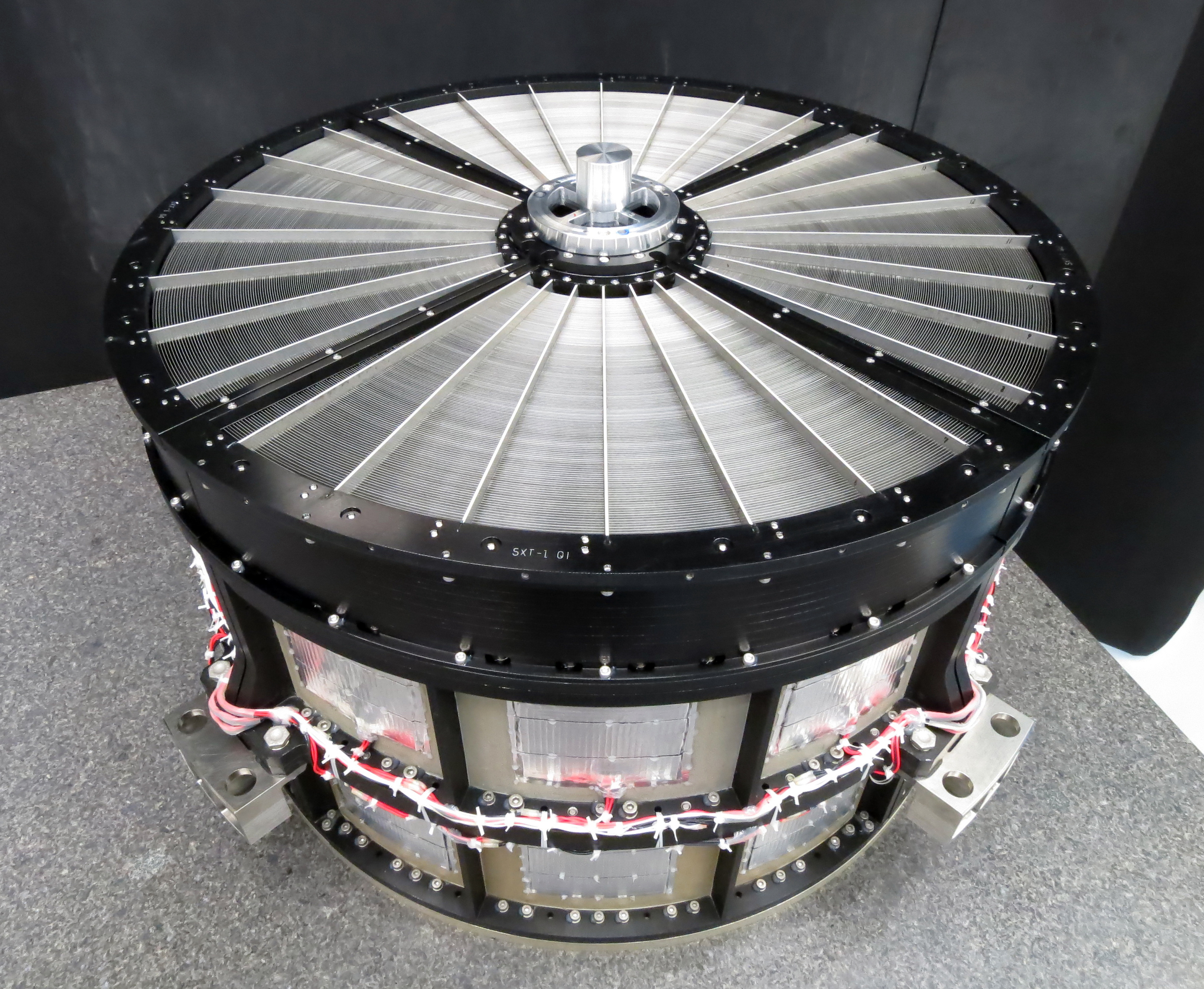
Espejo de rayos-X montado en el ASTRO-H

La sonda llevaba cuatro instrumentos y seis detectores para observar fotones con energías que iban desde rayos X blandos hasta rayos gamma, con una resolución de alta energía. Hitomi fue creada por una colaboración internacional liderada por JAXA con más de 70 instituciones contribuyentes en Japón, Estados Unidos, Canadá y Europa,  y más de 160 científicos.  Con una masa de 2,7 toneladas ,   en el lanzamiento, Hitomi era la misión de rayos X japonesa más pesada.   El satélite tenía unos 14 m de largo.
Dos telescopios de rayos X blandos (SXT-S, SXT-I), con distancias focales de 5,6 m enfocaban la luz en un espectrómetro de rayos X (SXS) suave,  proporcionado por la NASA, con un rango de energía de 0.4-12 keV para espectroscopía de rayos X de alta resolución y un generador de imágenes de rayos X (SXI), con un rango de energía de 0,3-12 keV.  Dos telescopios de rayos X duros (HXT), con una longitud de enfoque de 12 m, enfocaban la luz en dos impresoras de rayos X (HXI), con un rango de energía de 5 a 80 keV,  que se montaban en una placa colocada al final del banco óptico extensible (EOB) de 6 m que se implementaba una vez que el satélite estaba en órbita. La Agencia Espacial Canadiense (CSA) proporcionó el Sistema Canadiense de Metrología ASTRO-H (CAMS), que es un sistema de alineación láser que se utilizaría para medir las distorsiones en el banco óptico extensible.
Dos detectores de rayos gamma blandos (SGD), cada uno con tres unidades, se montaron en dos lados del satélite, utilizando detectores sin enfoque para observar la emisión de rayos gamma blandos con energías de 60 a 600 KeV.
El Instituto Holandés de Investigación Espacial (SRON), en colaboración con la Universidad de Ginebra, proporcionó la rueda de filtros y la fuente de calibración para el espectrómetro .

## Lanzamiento
El lanzamiento del satélite estaba previsto para 2013 a partir de 2008,  posteriormente fue pospuesto a 2015 a partir de 2013.  A principios de febrero de 2016, estaba previsto para el 12 de febrero, pero se retrasó debido a las malas previsiones meteorológicas.
Hitomi se lanzó el 17 de febrero de 2016 a las 08:45 UTC en una órbita terrestre baja de aproximadamente 575 km. La órbita circular tenía un periodo de alrededor de 96 minutos, y una inclinación de 31 grados.   Se lanzó desde el Centro Espacial Tanegashima a bordo de un cohete H-IIA. 14 minutos después del lanzamiento, el satélite se separó del cohete. Los paneles solares se desplegaron más tarde de acuerdo con el plan, y comenzó su comprobación en órbita.

## Pérdida de la nave espacial
El 27 de marzo de 2016, JAXA informó que la comunicación con Hitomi había "fallado desde el inicio de su operación" el 26 de marzo a las 07:40 UTC.  El mismo día, el Centro Común de Operaciones Espaciales de Estados Unidos (JSpOC) anunció en Twitter que había observado una ruptura del satélite en 5 partes a las 8:20 UTC el 26 de marzo de 2016, y su órbita también cambió repentinamente el mismo día.   Un análisis posterior realizado por el JSpOC encontró que la fragmentación probablemente tuvo lugar alrededor de la 01:42   UTC, pero que no había evidencia de que la nave hubiera sido alcanzada por escombros.  Entre el 26 y el 28 de marzo, JAXA informó haber recibido tres señales breves de Hitomi; su dirección de origen y el tiempo de recepción sugirieron que eran correctos. Sin embargo, un análisis posterior determinó que las señales no provenían de Hitomi, sino de una fuente de radio desconocida no registrada en la Unión Internacional de Telecomunicaciones.
JAXA declaró que estaban trabajando para recuperar la comunicación y el control de la nave espacial, pero que "la recuperación requerirá meses, no días". Las posibilidades inicialmente sugeridas para la pérdida de comunicación es que una fuga de gas de helio, una explosión de la batería o un propulsor atascado abierto causaron que el satélite comenzase a girar, en lugar de una falla catastrófica. JAXA anunció el 1 de abril que Hitomi había perdido el control de actitud alrededor de las 19:10. UTC el 25 de marzo. Sin embargo, tras analizar los datos de ingeniería, justo antes de la pérdida de comunicación, no se detectaron problemas con el tanque de helio ni con las baterías.
El mismo día, JSpOC publicó datos orbitales de diez piezas de escombros detectados, cinco más de lo que se informó originalmente, incluida una pieza que era lo suficientemente grande como para confundirse inicialmente con el cuerpo principal de la nave espacial. Los rastreadores aficionados observaron lo que se creía que era Hitomi girando en órbita, con informes del cuerpo principal de la nave espacial (Objeto A) girando una vez cada 1.3 o 2.6 segundos, y la siguiente pieza más grande (Objeto L) girando cada 10 segundos.
JAXA cesó los esfuerzos para recuperar el satélite el 28 de abril de 2016, cambiando el enfoque a la investigación de anomalías. Se determinó que la cadena de eventos que llevó a la pérdida de la nave espacial comenzó con su unidad de referencia inercial (IRU) que reportó una rotación de 21.7 grados por hora a las 19:10 UTC el 25 de marzo, aunque el vehículo estaba realmente estable.  El sistema de control de actitud intentó usar las ruedas de reacción de Hitomi para contrarrestar el giro existente, lo que hizo que la nave girara en la dirección opuesta.  Debido a que la IRU continuó informando datos erróneos, las ruedas de reacción comenzaron a acumular un impulso excesivo, haciendo que la computadora de la nave espacial tomara el vehículo en el modo de "espera segura".  El control de actitud luego trató de usar sus propulsores para estabilizar la nave espacial; el sensor solar no pudo bloquear la posición del Sol y los disparos continuos del propulsor hicieron que Hitomi girara aún más rápido debido a una configuración incorrecta del software.  Debido a esta velocidad de rotación excesiva, a principios del 26 de marzo se separaron varias partes de la nave, que probablemente incluían tanto paneles solares como el banco óptico extendido.

## Reemplazo
Los informes de una misión de reemplazo de Hitomi surgieron por primera vez el 21 de junio de 2016. Según un artículo de Kyodo News , JAXA estaba considerando un lanzamiento de "Hitomi 2" a principios de 2020 a bordo del nuevo vehículo de lanzamiento H3 de Japón. La nave espacial sería una copia parecida a Hitomi. Sin embargo, un artículo del 27 de junio de The Nikkei declaró que algunos miembros del Ministerio de Educación, Cultura, Deportes, Ciencia y Tecnología creían que era demasiado pronto para otorgar fondos para un reemplazo de Hitomi. El artículo también señaló que la NASA había expresado su apoyo a una misión de reemplazo dirigida por Japón. 
El 14 de julio de 2016, JAXA publicó un comunicado de prensa sobre el estudio en curso de un sucesor. De acuerdo con el comunicado de prensa, la nave sería de nueva fabricación, pero con contramedidas para evitar lo ocurrido con Hitomi y se pondría en marcha en 2020 en un cohete H-IIA. La misión científica del "Sucesor ASTRO-H" se basaría en el instrumento SXS. El ministro de Educación, Cultura, Deportes, Ciencia y Tecnología, Hiroshi Hase, declaró durante una conferencia de prensa el 15 de julio que los fondos para el sucesor de Hitomi se asignarían en la solicitud de presupuesto del año fiscal 2017 y que tenía la intención de aceptar la misión de sucesión con la condición de que la investigación de la destrucción de Hitomi se completara y, en consecuencia, se llevaran a cabo las medidas para prevenir un nuevo fallo. La Misión de imágenes de rayos X y espectroscopia (XRISM) fue aprobada por JAXA y la NASA en abril de 2017, con un lanzamiento planeado para después de 2020. Finalmente se lanzó exitosamente el 6 de septiembre de 2023.